# Цвет истока
Цвет истока (персијски: گل شرق) је атрактиван туристички комплекс вредан око 1,7 милијарди евра који се гради на острву Киш у Уједињеним Арапским Емиратима. У састав комплекса наази се и хотел Цвет истока, један од два хотела са седам звездица на свету. Изградња коплекса почела је 2004. године и планирано је да траје до 2010.

## Пројекат
Реализација пројекта почела је средином 2004. године. Према архитектонском нацрту планирана је изградња једног хотела од седам звездица и два са по пет, неколико луксузних вила и апартманских насеља, спортско-рекративних објеката, марина и два насеља, многобројно кафића и неколико шопинг центара.
Пројектом руководи немачка компанија FOE Projektgesellschaft mBH која најављује да ће сви радови бити завршени до 2010. године.

## Хотел Цвет истока
Централни пројекат Цвета истока је изградња истоименог хотела високе категорије. По завршетку градње са својих 200 луксузних соба требало је да буде други хотел на свету са седам звездица после престижног Бурџ ел Араба. Изградња хотела у мешавинии персијског и високотехнолошког стила, отказана је 2007.
Упоредо са хотелом, планирана је изградња парка који је требало да окружује хотел са свих страна. Захваљујући локацији на којој је предвиђена градња, свим корисницима Цвета истока пружио би се прегледан панорамски поглед на излазак Сунца.
Хотел је био најскупљи пројекат Цвета истока, арапског туристичког комплекса од преко 1.700.000,00 евра.